# Academisch ziekenhuis Oslo
Academisch ziekenhuis Oslo (Noors: Oslo universitetssykehus (OUS)) in Noorwegen is de grootste ziekenhuisorganisatie van Scandinavië.
Dit medisch centrum is verbonden aan de Universiteit van Oslo. Op 1 januari 2009 werd het opgericht als fusieorganisatie van drie ziekenhuizen: het Rikshospitalet (opgericht in 1826, samengevoegd met het Radiumhospitalet in 2005), Ullevål universitetssykehus (opgericht in 1887) en Aker universitetssykehus (opgericht in 1895).

## Externe link

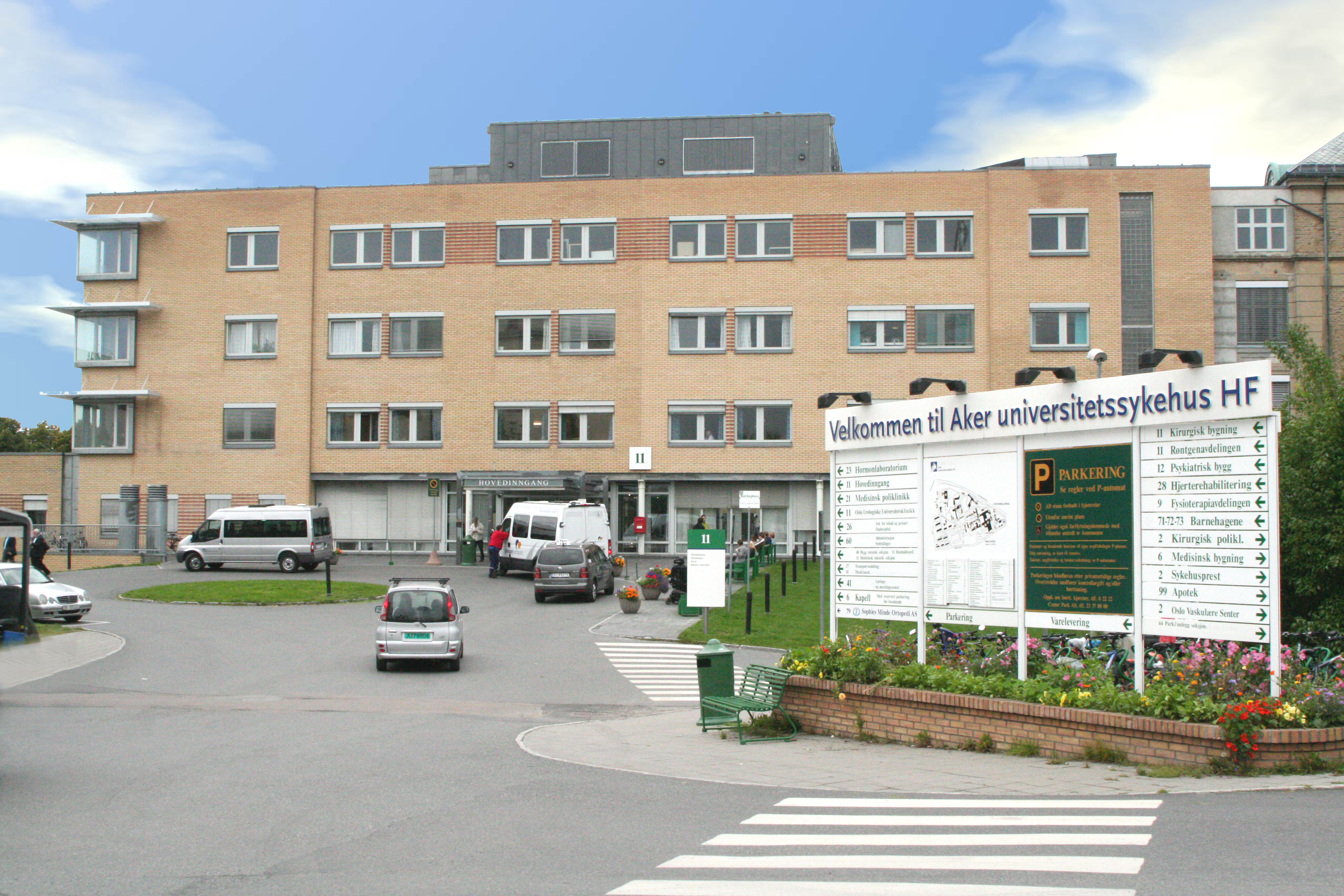
hoofdingang Aker universitetssykehus